# Alfred Fedecki
Alfred Fedecki (ur. 1857 w Żytomierzu, zm. 21 lipca 1902 w Mińsku) - jeden z najznakomitszych fotografików Ukrainy pochodzenia polskiego końca XIX i początku XX w. 

## Życiorys
Alfred Fedecki urodził się w 1857 roku w Żytomierzu w polskiej rodzinie. Wykształcenie fotograficzne zdobył w Akademii Sztuki w Wiedniu. Pracę zawodową rozpoczął w Kijowie pod kierunkiem znakomitego fotografika, Włodzimierza Wysockiego. Następnie w 1886 r. otworzył własne atelier fotograficzne w Charkowie.
W swojej samodzielnej pracy artystycznej Fedecki zaczął odchodzić od obowiązującej statycznej „rodzinnej” kompozycji zdjęcia w kierunku „malarskiego” portretowania osób. Nowatorskie, jak na owe czasy, zdjęcia przyniosły artyście dużą popularność oraz liczne nagrody na krajowych i zagranicznych wystawach. Jego wysokie umiejętności doceniły czołowe osobistości życia politycznego i artystycznego. Znane są fotograficzne portrety carów – Aleksandra III i Mikołaja II, prawosławnego duchownego – ojca Jana Kronsztackiego, kompozytorów – Piotra Czajkowskiego i Konstantego Gorskiego. Współpracował z wieloma wydawnictwami, a jego prace były zamieszczane w najbardziej poczytnych czasopismach w Moskwie i Petersburgu.
A.Fedecki interesował się także wszelkimi nowościami technicznymi, które starał się wykorzystywać w fotografii. Często w swojej pracy eksperymentował, m.in. podjął próby zapisywania dźwięków, zastosowania artystycznego fotografii rentgenowskiej, wykonywał pierwsze kolorowe fotografie, a także jako pierwszy w ówczesnym imperium rosyjskim zorganizował publiczny pokaz kinematograficzny w Charkowie w dniu 2 grudnia 1896 r. Zmarł w Mińsku. Pochowany został w Charkowie. 

## Bibliografia

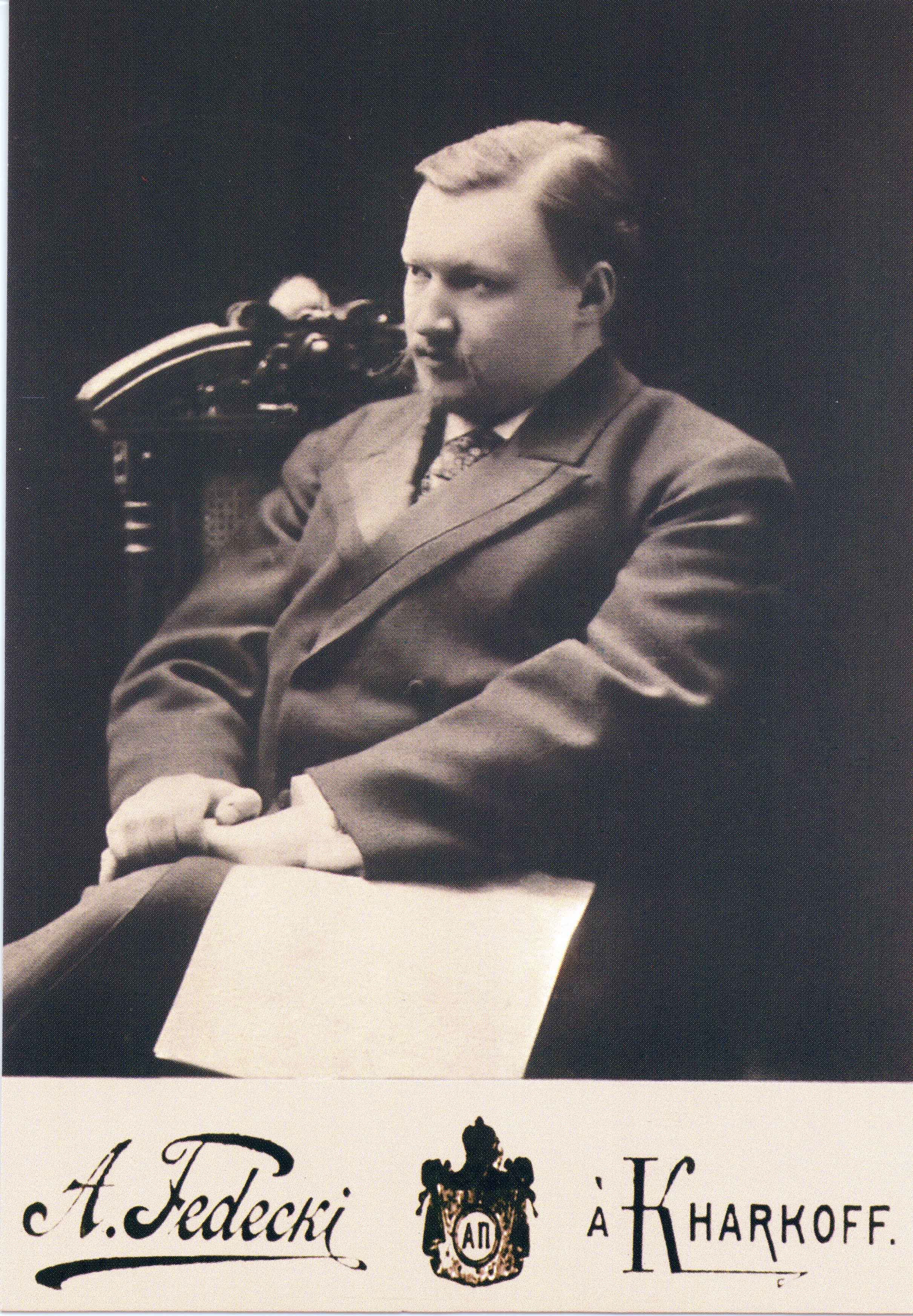
Aleksander Głazunow
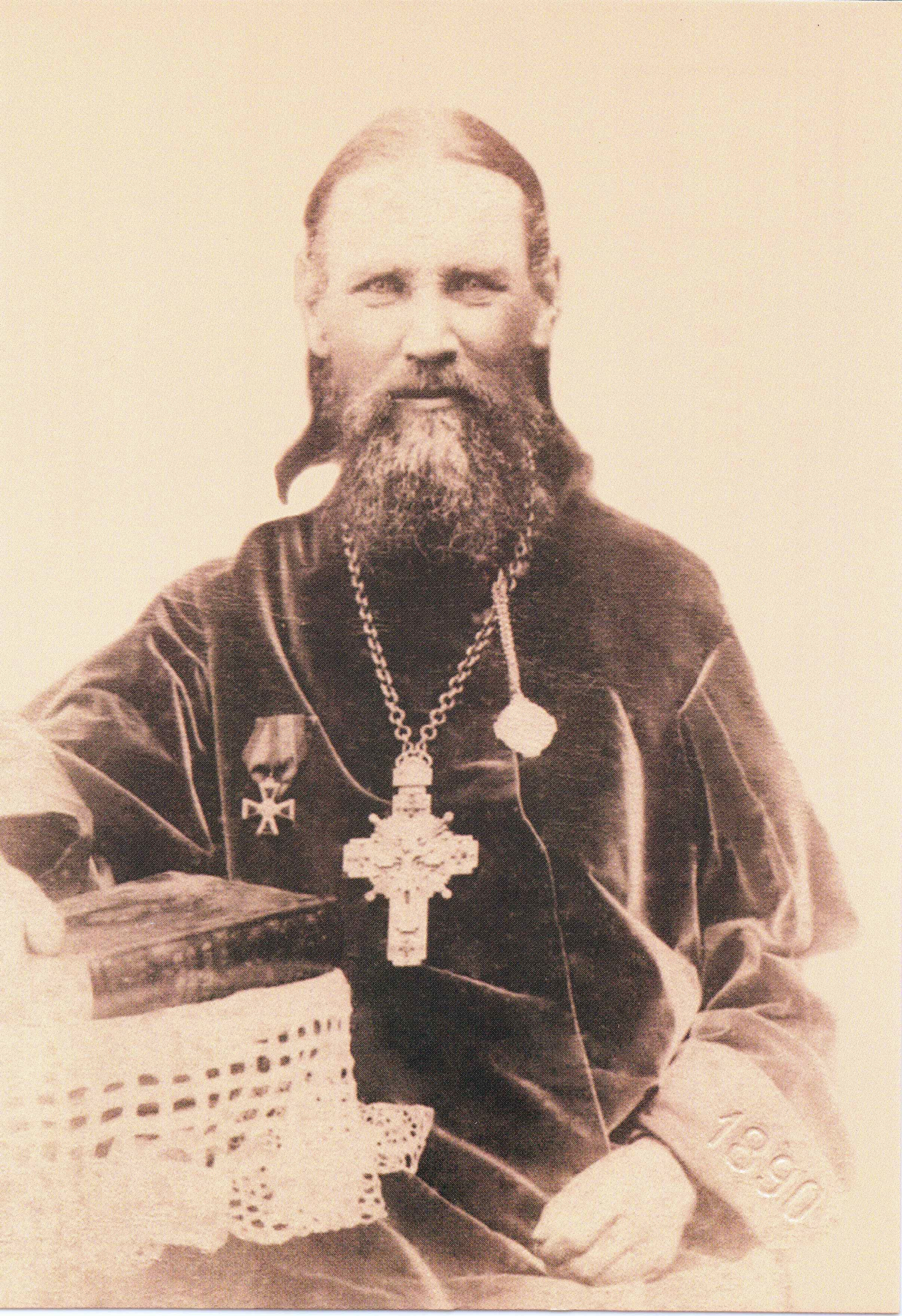
Joann Kronsztadzki
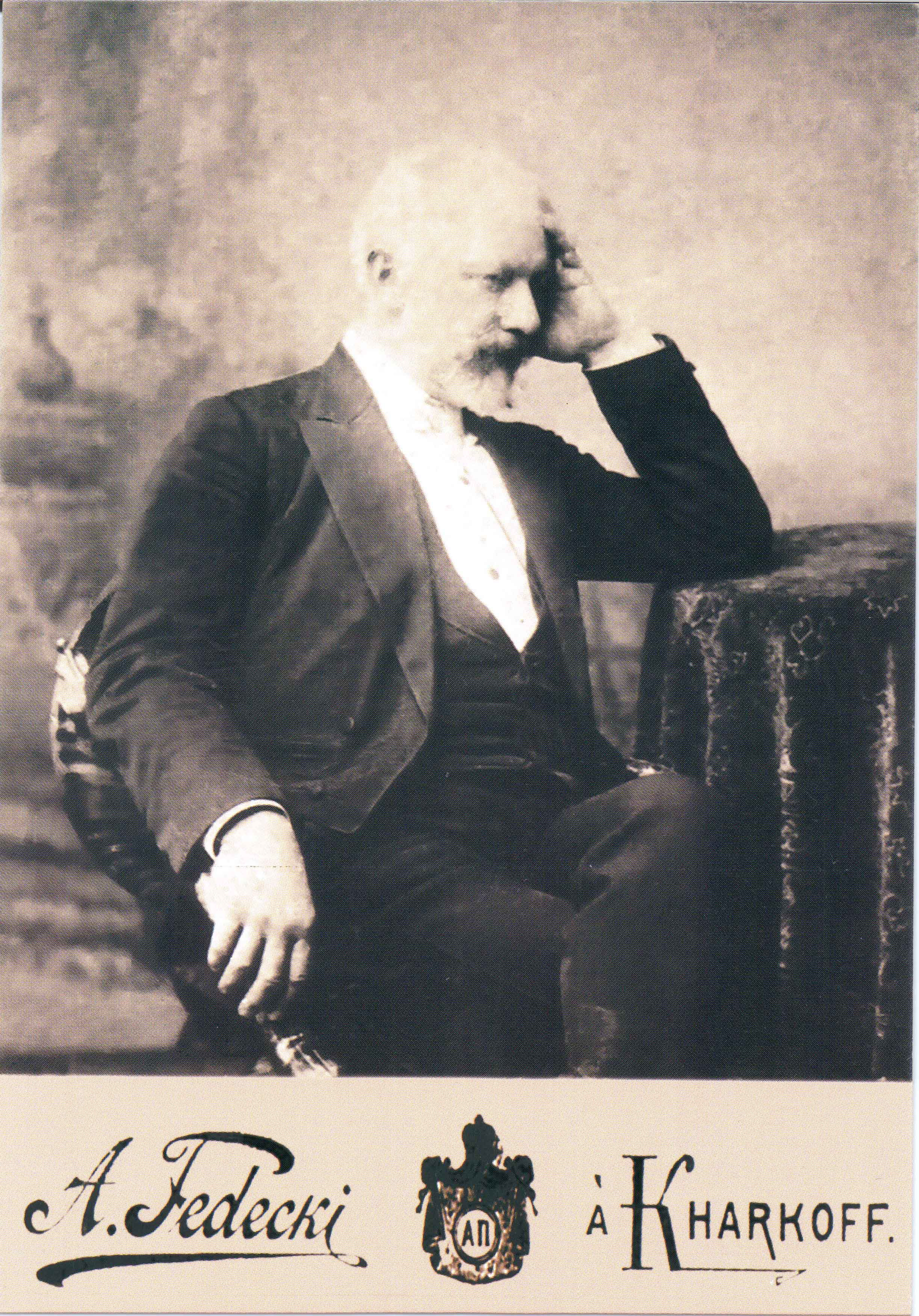
Piotr Czajkowski
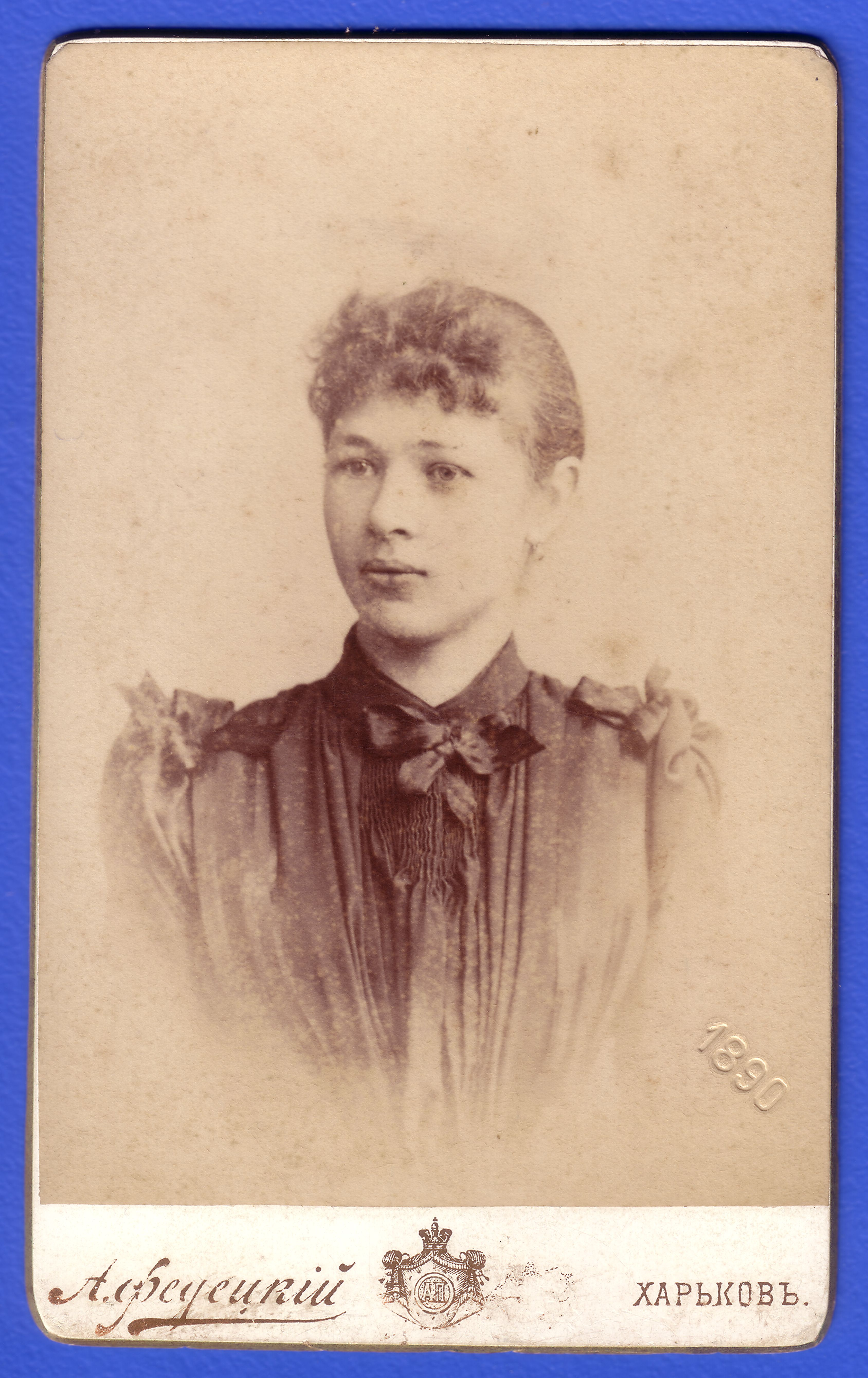
Portret dziewczyny
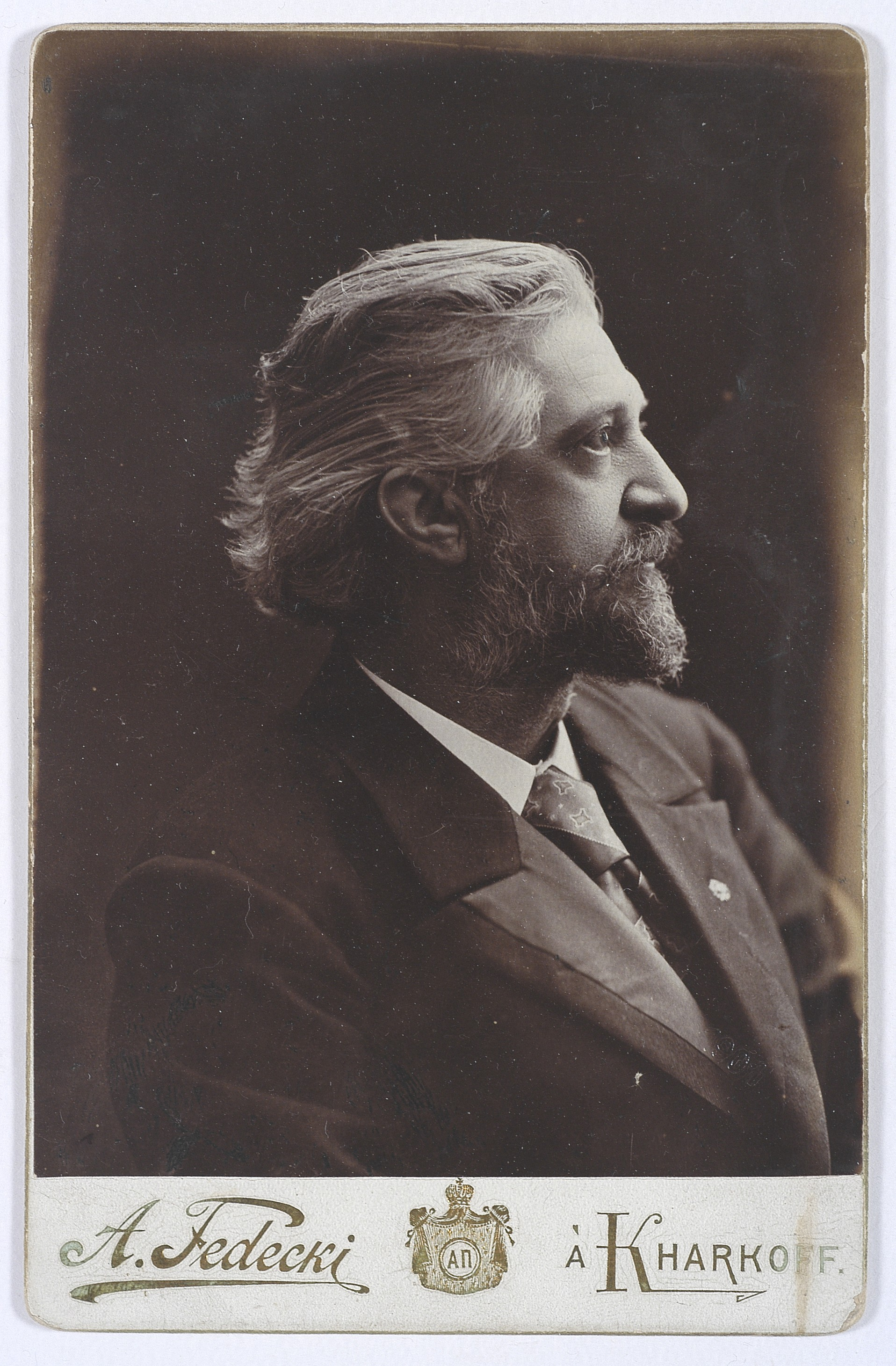
Portret Aleksandra Wierzbiłłowicza